# Interleuchina 3
L'interleuchina 3, conosciuta anche come IL3, è una proteina codificata dal gene umano IL3.

## Funzione
La IL3 è una interleuchina, una molecola di segnale biologico (citochina) che può intervenire nella risposta naturale del corpo alle malattie, come parte del sistema immunitario. Agisce legandosi ai recettori per interleuchina-3.
La IL3 stimola la differenziazione delle cellule staminali emopoietiche multipotenti in progenitrici mieloidi (a differenza delle cellule progenitrici linfoidi, dove la differenziazione è stimolata dalla interleuchina 7), e stimola la proliferazione di tutte le cellule della linea mieloide (globuli rossi, megacariociti, granulociti, monociti e cellule dendritiche). È secreto in seguito all'attivazione delle cellule T per sostenere la crescita e la differenziazione delle cellule T dal midollo osseo in una risposta immunitaria. Il gene umano IL3 codifica una proteina di 152 amminoacidi.
Induce la proliferazione e la differenziazione delle cellule staminali pluripotenti precoci.
Ha un ruolo di primaria importanza nello sviluppo dei Mastociti.
Il gene umano dell'IL3 si trova nel cromosoma 5, a sole 9 coppie di basi di distanza dal gene GM-CSF che codifica per un fattore di crescita dei granulociti e monociti, la cui funzione è molto simile a quella dell'IL3.

## Scoperta
L'interleuchina 3 fu scoperta da James N. Ihle nei topi. Egli trovò un fattore derivato dalla cellula T che induceva la sintesi di 20alpha-idrossisteroido-deidrogenasi in cellule ematopoietiche e lo definì interleuchina-3.
.

## Interazioni
L'interleuchina 3 si lega mediante interazione proteina-proteina al suo recettore specifico, detto IL3RA (recettore alfa, a bassa affinità).

## Terapia immunologica
L'IL-3 umano è stato clonato per la prima volta nel 1986 e da allora sono in corso studi clinici. L'applicazione IL-3 post-chemioterapia favorisce la rigenerazione di granulociti e piastrine. Tuttavia, il trattamento con IL-3 nei disturbi dell'insufficienza midollare come la sindrome mielodisplastica (MDS) e l'anemia aplastica (AA) è stato deludente.
È stato dimostrato che la combinazione di IL-3, GM-CSF e fattore di cellule staminali migliora le cellule staminali del sangue periferico durante la chemioterapia ad alte dosi.
Altri studi hanno dimostrato che l'IL-3 potrebbe essere un futuro agente terapeutico prospettico nei disturbi linfoematopoietici e nei tumori solidi.

## Altre letture
- Wagemaker G, Burger H, van Gils FC, et al., Interleukin-3., in Biotherapy (Dordrecht, Netherlands), vol. 2, n. 4, 1991,  pp. 337–45, PMID 2268499.
- Martinez-Moczygemba M, Huston DP, Biology of common beta receptor-signaling cytokines: IL-3, IL-5, and GM-CSF., in J. Allergy Clin. Immunol., vol. 112, n. 4, 2003,  pp. 653–65; quiz 666, DOI:10.1016/j.jaci.2003.08.015, PMID 14564341.
- Mroczko B, Szmitkowski M, Hematopoietic cytokines as tumor markers., in Clin. Chem. Lab. Med., vol. 42, n. 12, 2005,  pp. 1347–54, DOI:10.1515/CCLM.2004.253, PMID 15576295.
- Kitamura T, Sato N, Arai K, Miyajima A, Expression cloning of the human IL-3 receptor cDNA reveals a shared beta subunit for the human IL-3 and GM-CSF receptors., in Cell, vol. 66, n. 6, 1991,  pp. 1165–74, DOI:10.1016/0092-8674(91)90039-2, PMID 1833064.
- Urdal DL, Price V, Sassenfeld HM, et al., Molecular characterization of colony-stimulating factors and their receptors: human interleukin-3., in Ann. N. Y. Acad. Sci., vol. 554, 1989,  pp. 167–76, DOI:10.1111/j.1749-6632.1989.tb22418.x, PMID 2544122.
- Otsuka T, Miyajima A, Brown N, et al., Isolation and characterization of an expressible cDNA encoding human IL-3. Induction of IL-3 mRNA in human T cell clones., in J. Immunol., vol. 140, n. 7, 1988,  pp. 2288–95, PMID 3127463.
- Yang YC, Ciarletta AB, Temple PA, et al., Human IL-3 (multi-CSF): identification by expression cloning of a novel hematopoietic growth factor related to murine IL-3., in Cell, vol. 47, n. 1, 1986,  pp. 3–10, DOI:10.1016/0092-8674(86)90360-0, PMID 3489530.
- Le Beau MM, Epstein ND, O'Brien SJ, et al., The interleukin 3 gene is located on human chromosome 5 and is deleted in myeloid leukemias with a deletion of 5q., in Proc. Natl. Acad. Sci. U.S.A., vol. 84, n. 16, 1987,  pp. 5913–7, DOI:10.1073/pnas.84.16.5913, PMID 3497400.
- Dorssers L, Burger H, Bot F, et al., Characterization of a human multilineage-colony-stimulating factor cDNA clone identified by a conserved noncoding sequence in mouse interleukin-3., in Gene, vol. 55, n. 1, 1987,  pp. 115–24, DOI:10.1016/0378-1119(87)90254-X, PMID 3497843.
- Chirmule N, Goonewardena H, Pahwa S, et al., HIV-1 envelope glycoproteins induce activation of activated protein-1 in CD4+ T cells., in J. Biol. Chem., vol. 270, n. 33, 1995,  pp. 19364–9, DOI:10.1074/jbc.270.33.19364, PMID 7642615.
- Than S, Oyaizu N, Pahwa RN, et al., Effect of human immunodeficiency virus type-1 envelope glycoprotein gp160 on cytokine production from cord-blood T cells., in Blood, vol. 84, n. 1, 1994,  pp. 184–8, PMID 8018916.
- Le Beau MM, Espinosa R, Neuman WL, et al., Cytogenetic and molecular delineation of the smallest commonly deleted region of chromosome 5 in malignant myeloid diseases., in Proc. Natl. Acad. Sci. U.S.A., vol. 90, n. 12, 1993,  pp. 5484–8, DOI:10.1073/pnas.90.12.5484, PMID 8516290.
- Stomski FC, Sun Q, Bagley CJ, et al., Human interleukin-3 (IL-3) induces disulfide-linked IL-3 receptor alpha- and beta-chain heterodimerization, which is required for receptor activation but not high-affinity binding., in Mol. Cell. Biol., vol. 16, n. 6, 1996,  pp. 3035–46, PMID 8649415.
- Feng Y, Klein BK, McWherter CA, Three-dimensional solution structure and backbone dynamics of a variant of human interleukin-3., in J. Mol. Biol., vol. 259, n. 3, 1996,  pp. 524–41, DOI:10.1006/jmbi.1996.0337, PMID 8676386.
- Vanhaesebroeck B, Welham MJ, Kotani K, et al., P110delta, a novel phosphoinositide 3-kinase in leukocytes., in Proc. Natl. Acad. Sci. U.S.A., vol. 94, n. 9, 1997,  pp. 4330–5, DOI:10.1073/pnas.94.9.4330, PMID 9113989.
- Klein BK, Feng Y, McWherter CA, et al., The receptor binding site of human interleukin-3 defined by mutagenesis and molecular modeling., in J. Biol. Chem., vol. 272, n. 36, 1997,  pp. 22630–41, DOI:10.1074/jbc.272.36.22630, PMID 9278420.
- Sanchez X, Suetomi K, Cousins-Hodges B, et al., CXC chemokines suppress proliferation of myeloid progenitor cells by activation of the CXC chemokine receptor 2., in J. Immunol., vol. 160, n. 2, 1998,  pp. 906–10, PMID 9551928.
- Tabira T, Chui DH, Fan JP, et al., Interleukin-3 and interleukin-3 receptors in the brain., in Ann. N. Y. Acad. Sci., vol. 840, 1998,  pp. 107–16, DOI:10.1111/j.1749-6632.1998.tb09554.x, PMID 9629242.
- Nilsen EM, Johansen FE, Jahnsen FL, et al., Cytokine profiles of cultured microvascular endothelial cells from the human intestine., in Gut, vol. 42, n. 5, 1998,  pp. 635–42, PMID 9659156.